# Rodrigo de la Serna
Lionel Rodrigo de la Serna (Buenos Aires, 18 april 1976) is een Argentijns acteur. Bekende rollen die hij speelde waren die van Alberto Granado in The Motorcycle Diaries (2004) en van Palermo in de Netflixserie La casa de papel (2019-2021).

## Filmografie (selectie)
- 1999: El mismo amor, la misma lluvia
- 2000: Nueces para el amor
- 2001: Gallito Ciego
- 2003: Sol Negro
- 2004: The Motorcycle Diaries
- 2006: Buenos Aires 1977
- 2006: Hermanos y Detectives
- 2009: Tetro
- 2010: San Martín: El Cruce de los Andes
- 2011: El Puntero
- 2015: Chiamatemi Francesco
- 2016: Cien años de perdón
- 2016: Inseparables
- 2018: El Lobista
- 2018: Yucatán
- 2019–2021: La casa de papel (televisieserie)

- Bibsys: 5027094
- Biblioteca Nacional de España: XX4860568
- Bibliothèque nationale de France: cb15014297s (data)
- Catàleg d'autoritats de noms i títols de Catalunya: 981058509942906706
- Gemeinsame Normdatei: 140556044
- International Standard Name Identifier: 0000 0001 1467 8494
- Library of Congress Control Number: no2005019367
- Nationale Bibliotheek van Israël: 987007422339405171
- Nederlandse Thesaurus van Auteursnamen: 308152034
- Système universitaire de documentation: 088488187
- Virtual International Authority File: 12033703
- WorldCat: E39PBJfcKdRqJmb6kg8DqXtMyd